# (12115) Robertgrimm
(12115) Robertgrimm est un astéroïde de la ceinture principale.

## Description
(12115) Robertgrimm est un astéroïde de la ceinture principale. Il fut découvert le 16 septembre 1998 aux Monts Santa Catalina par le projet CSS. Il présente une orbite caractérisée par un demi-grand axe de 3,23 UA, une excentricité de 0,09 et une inclinaison de 17,8° par rapport à l'écliptique.

## Compléments